# 齿耳蒲儿根
齿耳蒲儿根（学名：Sinosenecio cortusifolius）为菊科蒲儿根属的植物，为中国的特有植物。分布在中国大陆的四川等地，生长于海拔2,670米至4,000米的地区，常生长在林缘、灌丛和高山草地，目前尚未由人工引种栽培。